# Luna negra (telenovela)
Luna negra fue una telenovela española emitida por La 1 entre el 29 de septiembre de 2003 y el 6 de mayo de 2004 y producida por Carlos Orengo y Alexandar Rilak. La telenovela contó con guiones de Susana Prieto y Lea Vélez. Estaba protagonizada por Lorena Bernal y Javier Estrada y contaba con las participaciones antagónicas de Héctor Colomé, Sandra Collantes y Araceli Campos.
Esta telenovela fue presentada el 22 de septiembre de 2003 por José Ramón Vázquez, director de Programas de Ficción y Teatrales de TVE; Valerio Boserman, director de la serie y los productores ejecutivos, Carlos Orengo y Alexandar Rilak.
El tema central de Luna negra es la historia de amor entre Miguel y Lucía. Un romance que se ve perturbado por un ambiente de misterio, intrigas y engaños; todos ellos llevados a cabo por César Quintana, un hombre capaz de cualquier cosa con tal de mantener su poder. La serie trata, asimismo, el esoterismo y las ciencias ocultas como tema secundario.
La serie ha sido repuesta íntegra en Rioja Televisión y CyL8. Desde el martes, 17 de enero de 2023, pueden verse en la web a la carta de Radiotelevisión Española, RTVE Play, todos sus episodios de forma íntegra y en alta definición.

## Argumento
A finales de los años setenta, una inquietante pitonisa predijo a un joven César Quintana un futuro brillante: “La suerte te acompañará durante veinticinco años. Lograrás fama y fortuna... pero terminado el plazo, tu hijo tendrá un accidente, que será el inicio de todos tus males...”.
La predicción resultó acertada: César publicó su novela El desván, con la que ganó un prestigioso premio literario, y poco después se casó con Almudena Velázquez, la rica heredera de un magnate del mundo editorial. Ambos dirigen la editorial Eclipse y tienen una hija, Lucía Quintana Velázquez, una joven bella y bondadosa que sufre una cardiopatía congénita desde la infancia.
A lo largo de veinticinco años, César ha disfrutado de las mieles del éxito y la fama y ha gozado de una increíble buena suerte, hasta en las cosas más triviales; convencido de que merece todo cuanto posee por derecho propio, César ha llegado a ignorar la predicción de aquella pitonisa, ya que nunca llegó a tener un hijo varón.
El día en que se cumple el plazo indicado por la pitonisa, Lucía y su madre sufren un brutal accidente de automóvil al chocar contra Miguel Castellanos, un joven periodista de investigación que viajaba en su vehículo con su prometida, Andrea Luque. Almudena muere en el acto, pero Lucía es salvada por Miguel, que sale ileso. Por su parte, Andrea recibe un golpe en la cabeza y acaba quedando en coma en el hospital.
A pesar de los malentendidos iniciales sobre la responsabilidad del accidente, pronto nace entre Miguel y Lucía una gran amistad que es vista con malos ojos por las familias de ambos. Poco a poco, los dos van descubriendo que tienen muchas cosas en común, y acaban por enamorarse, pero no se atreven a confesarse sus sentimientos por las circunstancias que les separan: Lucía ya tiene novio, Rodrigo Moncada, y Miguel siente que su deber es permanecer junto a Andrea, que le necesita más que nunca no sólo porque sigue en coma, sino porque además, está embarazada.
Poco a poco, la suerte empieza a abandonar a César Quintana: al día siguiente del accidente, aparece en un descampado el esqueleto de un hombre asesinado veinticinco años antes. Miguel, que se encargará de investigar la muerte del hombre, acabará por desentrañar una trama de oscuros secretos relacionados con la familia Quintana, con la novela El desván y, finalmente, con su propia vida.

## Elenco
- Lorena Bernal ... Lucía Quintana Velázquez
- Javier Estrada ... Miguel Castellanos Díaz
- Héctor Colomé ... César Quintana
- Sandra Collantes ... Andrea Luque Gutiérrez
- Roberto Hoyas ... Rodrigo Moncada
- Araceli Campos ... Irene Guerra
- Anne Igartiburu ... Loreto Guerra
- Maribel Rivera ... Almudena Velázquez Calderón, Sra. de Quintana
- Silvia Tortosa ... Luisa Díaz Lobo, Sra. de Castellanos
- María Luisa Merlo ... Doña Jimena Calderón, Vda. de Velázquez
- Manuel Galiana ... Antonio Castellanos
- Verónica Mengod ... Danielle Pascal
- María Reyes ... Sara Medina
- Juan Carlos Martín ... Sebastián Fidalgo
- Juli Fábregas ... Emilio San Juan
- César Lucendo ... Salvador Beltrán
- Paco Hidalgo ... Bernabé
- Carola Baleztena ... Marta Padilla
- Juanjo Pardo ... Alberto Guillén
- Raquel Infante ... Sol
- Mildred Quiroz ... Marina Dorado
- Sonia Ferrer ... Mati Antolín
- Luis Fernández ... Gonzalo Alemany
- Laura More ... Pilar Mata
- Juan Meseguer .... Paco
- Elena de Frutos .... Raquel Castellanos Díaz
- Luisa Gavasa .... Lola
- Xabier Elorriaga ... Rodrigo Moncada padre
- Antonio Garrido ... Policía
- Carlos Castel ... Ginecólogo
- Eva Almaya ... Laura
- Lucía Jordán ... Sonia
- Susana Navarro... Guiomar
- Nuria Menargues ... Vicky
- Giovanni Bolso ... Luigi
- Maribel del Prado ... Paula
- Carlos Orengo ... Raúl
- Marcos Orengo ... Javier

## Equipo técnico
- Argumento: Lea Vélez y Susana Prieto.
- Guion: Lea Vélez y Susana Prieto.
- Sintonía de cabecera: Pedro Rilo.
- Música: Jorge Alberto Sánchez - Federico Vaona.
- Director de fotografía: Felipe Baeza.
- Decorador: Antonio Belizón.
- Montador: José David Soro.
- Sonorización: Sergio Alcolea Molero.
- Delegado de TVE: Carlos Garzón.
- Coordinador general: José Picaporte.
- Directora de producción: Virginia Martín Leiva.
- Dirección y realización de exteriores: David Utrilla.
- Dirección y realización: Valerio Boserman.
- Productores ejecutivos: Carlos Orengo y Alexandar Rilak.

## Reconocimientos
La telenovela estuvo nominada a los premios Rose d'Or en su 44.ª edición celebrada en Lucerna (Suiza) del 13 al 18 de abril de 2004, junto con otros nueve programas de la misma categoría como:
- Neighbours (Grundy Television), serie líder de audiencia en Australia.
- EastEnders (BBC).
- Coronation Street (ITV Granada para ITV1).
- The Bill Live (Thames Television) de Reino Unido.
- Gute Zeiten, schlechte Zeiten (RTL).
- Unter uns (Grundy UFA TV Produktions GmbH) de Alemania.
- Fair City (RTÉ - Raidió Teilifís Éireann) de Irlanda.
- Hotel Caesar - Your Home away from Home (TV2 Norway) de Noruega.
- Y la ganadora, Saint-Tropez (Sous le soleil) (Marathon International) de Francia.